# Born to Be Blue (Grant Green)
Born to Be Blue è un album di Grant Green, pubblicato dalla Blue Note Records nel 1985. Il disco fu registrato negli studi di Rudy Van Gelder a Englewood Cliffs in New Jersey (Stati Uniti).

## Tracce
Lato A
1. Someday My Prince Will Come – 6:26 (Frank Churchill, Larry Morey) – Registrato il 1º marzo 1962 a Englewood Cliffs, N.J.
2. Born to Be Blue – 4:52 (Mel Tormé, Robert Wells) – Registrato il 1º marzo 1962 a Englewood Cliffs, N.J.
3. If I Should Lose You – 6:02 (Ralph Rainger, Leo Robin) – Registrato il 1º marzo 1962 a Englewood Cliffs, N.J.

Lato B
1. Back in Your Own Backyard – 8:02 (Dave Dreyer, Al Jolson, Billy Rose) – Registrato il 1º marzo 1962 a Englewood Cliffs, N.J.
2. My One and Only Love – 5:47 (Robert Mellin, Guy Wood) – Registrato il 1º marzo 1962 a Englewood Cliffs, N.J.
3. Count Every Star – 6:18 (Bruno Coquatrix, Sammy Gallop) – Registrato il 23 dicembre 1961 a Englewood Cliffs, N.J.

Edizione CD del 1989, pubblicato dalla Blue Note Records
1. Someday My Prince Will Come – 6:26 (Frank Churchill, Larry Morey)
2. Born to Be Blue – 4:52 (Mel Tormé, Robert Wells)
3. Born to Be Blue – 4:33 (Mel Tormé, Robert Wells) – Bonus track-alternate take
4. If I Should Lose You – 6:02 (Ralph Rainger, Leo Robin)
5. Back in Your Own Back Yard – 8:02 (Dave Dreyer, Al Jolson, Billy Rose)
6. My One and Only Love – 5:47 (Robert Mellin, Guy Wood)
7. Count Every Star – 6:18 (Bruno Coquatrix, Sammy Gallop)
8. Cool Blues – 7:42 (Charlie Parker) – Bonus track
9. Outer Space – 8:40 (Grant Green) – Bonus track

## Musicisti
- Grant Green - chitarra
- Ike Quebec - sassofono tenore (non suona in Count Every Star)
- Sonny Clark - pianoforte
- Sam Jones - contrabbasso
- Louis Hayes - batteria